# The Great Race
The Great Race (br: A corrida do século) é um filme americano de 1965, uma superprodução dirigida por Blake Edwards e explicitamente uma homenagem à dupla O Gordo e o Magro, formada por Oliver Hardy e Stan Laurel. O centro da trama é uma grande corrida de automóveis disputada no início do século XX entre Nova Iorque e Paris. 
A trilha sonora do filme é do habitual colaborador de Blake Edwards, Henry Mancini. A música The Sweetheart Tree, com letra de Johnny Mercer, foi indicada ao Oscar mas perdeu para The Shadow of Your Smile do filme The Sandpiper.

## Sinopse
O homem-espetáculo, O Grande Leslie, propõe a construtores de automóveis na virada do século XX uma grande corrida entre Nova Iorque e Paris, cruzando todos os Estados Unidos em direção oeste, o Estreito de Bering e a Rússia), e que serviria para incrementar a venda de veículos. O arqui-rival de Leslie, o bigodudo e diabólico Professor Fate, promete derrotá-lo cruzando a linha de chegada com um carro de sua própria invenção.

## Elenco
- Jack Lemmon .... Professor Fate (Professor Sina)
- Tony Curtis .... O Grande Leslie
- Natalie Wood .... Maggie Dubois
- Peter Falk .... Max
- Keenan Wynn .... Hezekiah
- Arthur O'Connell .... Henry Goodbody
- Vivian Vance .... Hester Goodbody
- Dorothy Provine .... Lily Olay
- Ross Martin .... Rolfe Von Stuppe

## Principais prêmios e indicações
Oscar 1966 (EUA)
- Venceu na categoria de melhor edição de som.
- Indicado nas categorias de melhor fotografia, melhor montagem, melhor som e melhor canção (The Sweetheart Tree)

- Globo de Ouro 1966 (EUA)
- Indicado nas categorias de melhor filme - musical/comédia, melhor ator de cinema - musical/comédia (Jack Lemmon), melhor trilha sonora e melhor canção original de cinema.

## Curiosidades
- A homenagem à dupla O Gordo e o Magro fica mais evidente no relacionamento entre o Professor Fate e seu auxiliar Max, vivido pelo ator Peter Falk, e na batalha de tortas de Pottsdorf.
- Wacky Races (Corrida Maluca no Brasil e A Corrida Mais Louca do Mundo em Portugal), série animada produzida em 1968 por Hanna-Barbera, foi inspirada no filme The Great Race. Vários personagens do filme  serviram de base para personagens da série, como o vilão interpretado por Jack Lemmon servindo de base para Dick Vigarista, a jornalista interpretada por Natalie Wood inspirando o personagem de Penélope Charmosa e o mesmo acontecendo com outros personagens do filme.